# Nonyma variegata
Nonyma variegata är en skalbaggsart som först beskrevs av Stefan von Breuning 1940.  Nonyma variegata ingår i släktet Nonyma och familjen långhorningar. Inga underarter finns listade i Catalogue of Life.